# Saro Arcidiacono
Saro Arcidiacono, all'anagrafe Rosario Arcidiacono (Catania, 11 gennaio 1886 – Catania, 1º gennaio 1972), è stato un attore italiano.

## Biografia
Come il cugino Salvatore essenzialmente attore di prosa, ha al suo attivo pochi film, realizzati quasi tutti in Sicilia e Calabria, e dove appare in ben delineati ruoli di carattere.
Partecipa anche a qualche sceneggiato televisivo, fra cui Mastro Don Gesualdo da Verga e diretto da Giacomo Vaccari (1964). Prende inoltre parte nel 1967 alla trasposizione televisiva dell'atto unico pirandelliano La giara.
Si è sposato con Vittorina Campagna, attrice anche lei di prosa, deceduta nel 1980.

## Filmografia
- In nome della legge, regia di Pietro Germi (1948)
- Il cammino della speranza, regia di Pietro Germi (1950)
- Il bivio, regia di Fernando Cerchio (1951)
- Il brigante di Tacca del Lupo, regia di Pietro Germi (1952)
- Anni facili, regia di Luigi Zampa (1953)
- Divorzio all'italiana, regia di Pietro Germi (1961)